# Stanisław Latour (żołnierz)
Stanisław Latour (ur. 7 maja 1898 w Warszawie, zm. 16 września 1920 pod Bursztynem) – podporucznik piechoty Wojska Polskiego, kawaler Orderu Virtuti Militari.

## Życiorys
Urodził się 7 maja 1898 w Warszawie, w rodzinie Władysława i Katarzyny ze Zbrożków. W 1917 ukończył sześć klas w szkole realnej Rontalera w Warszawie, a następnie rok studiów w szkole rolniczej w Czernichowie.
Od 13 maja do 23 listopada 1918 był uczniem klasy „E” Szkoły Podchorążych w Ostrowi Mazowieckiej. 20 maja 1919 został mianowany z dniem 1 maja 1919 podporucznikiem w 33 pułku piechoty. W szeregach tego oddziału walczył na wojnie z bolszewikami.
Odznaczył się odwagą 8 lipca 1920 gdy na czele 10. kompanii, stanowiącej straż tylną, odparł gwałtowny atak jazdy radzieckiej. 16 września tego roku podczas działań bojowych pod Bursztynem dowodzona przez niego sekcja zdobyła most na Gniłej Lipie po czym został otoczony przez bolszewików i poległ w walce na bagnety. Za dokonane czyny męstwa uhonorowany został Krzyżem Srebrnym Orderu Virtuti Militari. 27 września 1920 został pochowany na Cmentarzu Powązkowskim w Warszawie.
Stanisław Latour nie zdążył założyć rodziny.

## Ordery i odznaczenia
- Krzyż Srebrny Orderu Virtuti Militari nr 5825[1] – 15 listopada 1922[6]